# Seul
Seul (, uradno Seulsko posebno metropolitansko mesto, je glavno in največje mesto Južne Koreje. Širše metropolitansko območje Seula, ki obsega Seul, provinco Gjongi in Inčeon, je leta 2022 postalo šesto največje metropolitansko gospodarstvo na svetu, zaostajalo je za New Yorkom, Tokiom, Los Angelesom, Parizom in Londonom ter gosti več kot polovico prebivalstva Južne Koreje. Čeprav je prebivalstvo Seula doseglo vrhunec z več kot 10 milijoni, se je od leta 2014 postopoma zmanjševalo in leta 2024 znaša približno 9,6 milijona prebivalcev. Seul je sedež južnokorejske vlade.
Zgodovina Seula sega v leto 18 pr. n. št., ko so ga ustanovili prebivalci Pekčeja, enega od treh korejskih kraljestev. Med dinastijo Čoson je bil Seul uradno imenovan za glavno mesto, obdan z obzidjem trdnjave Seul. V začetku 20. stoletja je Seul zasedel Japonski imperij, ki se je začasno preimenoval v Keidžō (Gjongsong v korejščini). Korejska vojna je prinesla hude bitke, v katerih je Seul štirikrat zamenjal lastnika in mesto večinoma pustil v ruševinah. Kljub temu je mesto od takrat doživelo znatno obnovo in hitro urbanizacijo.
Seul je bil leta 2015 po podatkih Arcadisa ocenjen kot najbolj prijetno mesto za življenje v Aziji, z drugo najvišjo kakovostjo življenja na svetu in BDP na prebivalca (PPP) približno 40.000 USD. 15 podjetij s seznama Fortune Global 500, vključno z industrijskimi velikani, kot so Samsung, LG in Hyundai, ima sedež v glavnem mestu Seula, kjer so pomembna tehnološka središča, kot sta Gangnam in Digital Media City. Seul je na lestvici Global Power City Index in Global Financial Centres Index uvrščen na sedmo mesto ter je eden od petih vodilnih gostiteljev svetovnih konferenc. Mesto je gostilo tudi večje dogodke, kot so Azijske igre leta 1986, Poletne olimpijske igre 1988 in vrh G20 v Seulu leta 2010, poleg tega pa je gostilo tudi tri tekme na svetovnem prvenstvu v nogometu leta 2002.
Seul geografsko leži v goratem in hribovitem terenu, Bukhansan pa je na njegovem severnem robu. Znotraj območja glavnega mesta Seul je pet območij svetovne dediščine UNESCO: Palača Čangdokgung, Trdnjava Hvasong, Čongmjo, Namhansansong in kraljeve grobnice dinastije Čoson. Poleg tega je Seul doživel porast sodobnega arhitekturnega razvoja z ikoničnimi znamenitostmi, kot so stolp Namsan, stavba 63, stolp Lotte World, oblikovalski trg Dongdaemun, Lotte World, trgovinski stolp, COEX, IFC Seoul in Parc1. Seul je bil leta 2010 imenovan za svetovno prestolnico oblikovanja in je nacionalno središče glasbene, zabavne in kulturne industrije, ki je K-pop in korejski val pripeljala do mednarodnega slovesa.

## Toponimija
Tradicionalno je Seul (korejsko 서울) izvorno korejsko (v nasprotju s kitajsko-korejskim) samostalniško ime, ki preprosto pomeni 'glavno mesto'. Domneva se, da beseda Seul izvira iz besede Seorabeol (korejsko 서라벌; zgodovinsko prečrkovan v obliko Handža 徐羅伐), ki se je prvotno nanašala na Gjongdžu, glavno mesto okrožja Sila.
Virjesong (korejsko 위례성; 慰禮城), glavno naselje Pekčeja, je bilo znotraj meja današnjega Seula. Seul je bil znan tudi pod različnimi zgodovinskimi imeni, kot so Bukhansan-gun (korejsko 북한산군; 北漢山郡, v obdobju Gogurjo), Namčeon (korejsko 남천; 南川, v obdobju Sila), Hanjang (korejsko 한양; 漢陽, v času severnih in južnih držav), Namgjong (korejsko 남경; 南京, v obdobju Gorjo) in Hansong (korejsko 한성; 漢城, v obdobju Čoson). Beseda seul se je pogovorno uporabljala za glavno mesto že v 17. stoletju. Tako so prestolnico Čosona Hansong na splošno imenovali seul. Zaradi splošne rabe so francoski misijonarji v svojih spisih glavno mesto dinastije Čoson imenovali Seul (/se.ul/), od tod tudi danes v različnih jezikih običajna romanizacija Seul.
Med poznejšo japonsko kolonizacijo so cesarske oblasti Hansong preimenovale v Keijō (京城, dobesedno 'glavno mesto')) via its Korean pronunciation.}}, da bi preprečile zamenjavo s Handža '漢' (prečrkovanje izvorne korejske besede 한; han; dobesedno 'velik'), ki se lahko nanaša tudi na ljudstvo Han ali dinastijo Han v kitajščini in je v japonskem kontekstu povezana s 'Kitajsko'. Po drugi svetovni vojni in osvoboditvi Koreje je Seul postal uradno ime za korejsko prestolnico. Standardni korejski jezikovni slovar še vedno priznava tako splošno kot lastno imensko definicijo Seula.
Za razliko od večine krajevnih imen v Koreji, ker 'Seul' ni kitajsko-korejska beseda, nima ustrezne Handža (kitajskih znakov, ki se uporabljajo v korejskem jeziku). Namesto fonetične transkripcije imena »Seoul« v kitajščino se je v kitajsko govorečem svetu ime Seul imenovalo Hànčéng (汉城; 漢城), kar je kitajska izgovorjava imena Hansong. 18. januarja 2005 je seulska metropolitanska vlada spremenila uradno kitajsko ime Seula iz zgodovinskega Hànčéng v Šǒu'ěr (首尔; 首爾). Šǒu'ěr je fonosemantična ujemanje, ki vključuje tako zvok kot pomen (skozi 首, ki pomeni »glava«, »poglavar«, »prvi«).

## Zgodovina

### Prazgodovina
Obstajajo dokazi o človeškem bivanju na območju, ki danes ustreza Seulu, od 30.000 do 40.000 let pred sedanjostjo. Okoli 4000 pr. n. št. so ljudje na tem območju živeli v kočah z znižanimi tlemi, imenovanimi umjip. Obstajajo dokazi o uživanju kuhanega žita in rib do 3000 pr. n. št. Okoli 1500 pr. n. št. so skupnosti začele prehajati v bronasto dobo in se ukvarjati s kmetijstvom v velikem obsegu.
Zaradi znatne urbanizacije sodobnega Seula je neolitsko najdišče Amsa-dong edino znano večje arheološko najdišče v Seulu, kjer so našli materiale iz kamene dobe, čeprav so takšne materiale našli tudi na manjših najdiščih po vsem mestu (in po vsem okoliškem porečju reke Han), pogosto z reševalno arheologijo.

### Obdobji Samhan in Pekče
Okoli propada dinastije Viman Čoson (194–108 pr. n. št.) v severnem delu Koreje so se številni begunci odpravili proti jugu v porečje reke Han, ki ga je takrat nadzorovala dinastija Džin (4.–2. stoletje pr. n. št.). Ta raznolika ljudstva so s seboj prinesla kulturo in tehnologijo kitajskih vojskujočih se držav, kar je pospešilo napredek regije v železno dobo. Njihov prihod je destabiliziral regijo; dinastija Džin je razpadla in nastale so številne državice, ki so se potegovale za vpliv v porečju reke Han.
Pekče (18 pr. n. št. – 660 n. št.), nekoč ena od državic v konfederaciji Mahan, je do 2. stoletja n. št. postala prevladujoča lokalna sila. Njeno glavno mesto je bilo v Virjesongu; natančna lokacija Virjesonguja ni zagotovo znana, vendar naj bi bila znotraj meja obzidja P'ungnapt'osŏng in Mongčontosong. To območje je danes v jugovzhodnem Seulu.

### Obdobje Sila
Julija ali avgusta 553 je Sila prevzela nadzor nad regijo od Pekče in mesto je postalo del novo ustanovljene province Sin (korejsko 신주; hadža 新州). Sin (新) ima tako pomen 'Nov' kot 'Sila', zato dobesedno pomeni Nova provinca Sila.
Novembra 555 je Džinhung Tevang opravil kraljevi obisk v Bukhansanu in pregledal mejo. Leta 557 je Sila ukinila provinco Sin in ustanovila provinco Bukhansan (korejsko 북한산주; handža 北漢山州). Beseda Hansong (korejsko 한성; handža 漢城; dobesedno trdnjava Han) se pojavlja na kamnitem zidu trdnjave Pjongjang, ki je bila domnevno zgrajena sredi do konca 6. stoletja našega štetja v obdobju 42 let in stoji v Pjongjangu, medtem ko ni dokazov, da bi Seul imel ime Hansong, kar zadeva tri kraljestva in prejšnje obdobje.
Leta 568 je Džinhung Tevang opravil še en kraljevski obisk severne meje, obiskal Hansong in se na poti nazaj v prestolnico ustavil v Namčonu. Med svojim bivanjem je postavil stelo, ukinil provinco Bukhansan in ustanovil provinco Namčon (korejsko 남천주; handža 南川州; dobesedno 'provinca Južna reka'), mesto pa je imenoval za glavno mesto province. Glede na sistem poimenovanja je bilo dejansko ime reke Han v tem času verjetno Namčon (reka Nam) ali pa bi moralo imeti besedo, ki se konča na čon (천; 川), ne pa na gang (강; 江) ali su (수; 水). Poleg tega stela Bukhansan Džinhung jasno navaja, da je Sila imela posest Hansonga (današnji Pjongjang), zato mora biti Bukhansan severno od Hansonga. Današnji Pjongjang ni bil Pjongjang, reka Tedong je bila verjetno reka Han, Bukhansan pa v obdobju treh kraljestev ni bil Bukhansan. Poleg tega je bil Pjongjang skupno ime, ki pomeni prestolnico in ga uporabljali dinastiji Gogurjo in Gorjo, podobno kot Seul.
Leta 603 je Gogurjo napadel Bukhansansong, ki ga je Sila na koncu dobila. Leta 604 je Sila ukinila provinco Namčon in ponovno ustanovila provinco Bukhansan, da bi okrepila severno mejo. Mesto je izgubilo položaj glavnega mesta province in je bilo ponovno podrejeno provinci Bukhansan. To dodatno dokazuje, da je bil Bukhansan na severu današnjega Pjongjanga, saj sprememba imena in namena province ne bi bila potrebna, če bi bil Bukhansan  znotraj Seula.
V 11. stoletju je Gorjo, ki je nasledil Združeno Silo, v Seulu zgradil poletno palačo, ki so jo imenovali Južna prestolnica. Šele od tega obdobja je Seul postal večje naselje.

### Dinastija Čoson
Seul je postal načrtovana prestolnica Koreje s strani Ji Song-gjeja, ustanovnega očeta dinastije Čoson. Potem ko se je leta 1392 v prestolnici starega Gorja ustoličil za kralja, je Ji Song-gje leta 1393 spremenil ime svojega kraljestva iz Gorjo v Čoson in začel iskati mesto za novo prestolnico. Po več vladnih razpravah je Ji Song-gje septembra 1394 namesto Muaka izbral Hanjang (Sindo). Kot nova prestolnica Čosonov je bil Hanjang načrtovan kot geografsko utelešenje korejskega konfucijanstva. Gradnja mesta se je začela oktobra 1394. V zgodnjih fazah gradnje so bile nekatere večje palače, vključno z Gjongbokgung, dokončane leta 1395. Obzidje trdnjave, ki je obdajalo Hanjang, je bilo delno dokončano okoli leta 1396.
Mesto Hanjang je upravljal Hansongbu (korejsko 한성부; handža 漢城府), agencija nacionalne vlade, posvečena zadevam upravljanja glavnega mesta. Hansongbu je Hanjang razdelil v dve glavni kategoriji: območja znotraj trdnjavskega obzidja, ki so se običajno imenovala Song-jung (korejsko 성중; handža 城中) ali Dosong-an (korejsko 도성 안; dobesedno 'znotraj trdnjave'), in območja 10 Ri (korejska milja) okoli trdnjavskega obzidja, ki so se imenovala Songdžosimni (korejsko 성저십리; handža 城底十里; dobesedno 10 Ri okoli trdnjave). Območje Dosong-an je kasneje dobilo neformalno, a priljubljeno ime Sodemun-an (korejsko 사대문 안), kar dobesedno pomeni »območja znotraj štirih velikih vrat«, in postalo edino središče mesta Hanjang.:90–100
Konec 19. stoletja je Seul po stotinah let izolacije odprl svoja vrata tujcem in začel modernizacijo. Seul je postal prvo mesto v vzhodni Aziji, ki je v palači, ki jo je ustanovilo podjetje Edison Illuminating Company, uvedlo elektriko. Desetletje pozneje je mesto uvedlo tudi električno ulično razsvetljavo.

### Korejski imperij
Potem ko je Godžong leta 1897 razglasil Korejo za Korejsko cesarstvo, se je Seul začasno imenoval Hvang Song (korejsko 황성; handdža 皇城; dobesedno 'cesarsko mesto'). Velik del sodobnega razvoja v tem obdobju je poganjala trgovina s tujimi državami, kot sta Francija in Združene države Amerike. Na primer, Seulsko električno podjetje, Seulsko podjetje za električne tramvaje in Seulsko podjetje za svežo izvirsko vodo so bila vsa skupna korejsko-ameriška podjetja.

### Japonska aneksija Koreje
Po aneksijski pogodbi leta 1910 je Japonska aneksirala Korejo in mesto preimenovala v Gjongsong (Kjongsong v korejščini in Keidžō v japonščini). Mesto je pod japonsko kolonialno oblastjo doživelo pomembno preobrazbo. Cesarska Japonska je odstranila mestno obzidje, tlakovala ceste in zgradila stavbe v zahodnem slogu.
Seulu je bil pod cesarsko Japonsko odvzet poseben status glavnega mesta in se je zmanjšal, v primerjavi s tradicionalnim prepričanjem med ljudmi dinastije Čoson, da Seul vključuje območje s polmerom približno 4 km, ki obdaja trdnjavski zid (tj. Songdžosimni; 성저십리; 城底十里). 1. oktobra 1910 je cesarska Japonska degradirala Seul kot mesto, ki se ne razlikuje od katerega koli drugega mesta v provinci Gjongi. Po prerazdelitvi okrožij s strani cesarske Japonske je Seul vključeval le območje znotraj trdnjavskega obzidja in današnje okrožje Jongsan. V 1930-ih je bilo okrožje Jongdungpo kot del vojnih prizadevanj cesarske Japonske, ki so vodila do druge kitajsko-japonske vojne, 1. aprila 1936 priključeno Seulu, da bi delovalo kot industrijski kompleks za jeklarske in druge kovinskopredelovalne tovarne.
Mesto so ameriške sile osvobodile ob koncu druge svetovne vojne.

### Sodobna zgodovina
Leta 1945 je po osvoboditvi izpod japonske kolonialne oblasti ameriška vojska prevzela nadzor nad Korejo, vključno z njenim glavnim mestom, ki se je takrat v skladu z japonsko nomenklaturo imenovalo Kjongsongbu. Ameriška vojaška vlada je 10. oktobra naslednjega leta v uradnem listu objavila listino mesta Seul. Listina je mesto označila za ime in ga ustanovila kot občino. Status Seula kot občine je odražal neodvisna mesta v Združenih državah Amerike, ki ne pripadajo nobenemu okrožju, Seul pa je bil ustanovljen kot neodvisna upravna enota, ločena od obstoječih provinc. V korejski različici listine je bil izraz »občinska korporacija« preveden kot »posebno svobodno mesto« (korejsko 특별자유시; handža 特別自由市), ki je kasneje v Zakonu o lokalni avtonomiji iz leta 1949 postalo posebno metropolitansko mesto (korejsko 특별시; handža 特別市). Seul je ohranil svoj status edinega posebnega metropolitanskega mesta v Južni Koreji.
Mesto Seul se s tem ustanovi kot občinska korporacija z imenom SEOUL. Meje občinske korporacije so sedanje meje mesta Seul, ki ga sestavlja naslednjih osem okrožij: Čong Koo, Čong No Koo, Sur Tai Moon Koo, Tong Tai Moon Koo, Sung Tong Koo, Ma Po Koo, Yong San Koo in Jang Dung Po Koo, in se kot take lahko razširijo, kot to določa zakon.— vir: Vojaška vlada ameriške vojske v Koreji, Listina mesta Seul
Seul je bil pod ameriško vojaško vlado med letoma 1945 in 1948 veliko manjši kot danes. Pokrival je le trdnjavski zid, ki ga označujejo Osem vrat, in okrožja, ustanovljena med japonsko vladavino za vodenje vojnih prizadevanj imperialne Japonske.
Med korejsko vojno je Seul štirikrat menjal roke med severnokorejskimi silami, ki so jih podpirale Sovjetska zveza in Kitajska, in južnokorejskimi silami, ki so jih podpirali Američani: junija 1950 je padel v roke Severnih Korejcev v prvi bitki za Seul, septembra 1950 so ga ponovno zavzele sile ZN v drugi bitki za Seul, januarja 1951 so ga v tretji bitki za Seul ponovno zavzele združene kitajsko-severnokorejske sile in končno so ga spomladi 1951 ponovno zavzele sile ZN v operaciji Ripper. Obsežni boji so po vojni mesto močno poškodovali. Prestolnico so začasno preselili v Pusan. Ena od ocen obsežne škode navaja, da je bilo po vojni v ruševinah vsaj 191.000 stavb, 55.000 hiš in 1000 tovarn. Poleg tega je med vojno v Seul vstopila množica beguncev, zaradi česar se je število prebivalcev mesta in njegovega metropolitanskega območja do leta 1955 povečalo na približno 1,5 milijona.
Po vojni se je Seul začel osredotočati na obnovo in modernizacijo. Ko je južnokorejsko gospodarstvo od 1960-ih začelo hitro rasti, se je pospešila tudi urbanizacija in delavci so se začeli seliti v Seul in druga večja mesta. Leta 1963 je Seul doživel dve večji širitvi, ki sta določili obliko in velikost današnjega Seula – razen manjših prilagoditev meja pozneje v letih 1973 in 2000. Avgusta 1963 je Seul priključil dele Jangju-guna, Gvangju-guna, Sihung-guna, Gimpo-guna in Bučon-guna, s čimer je razširil severovzhodne meje Seula. Septembra je Seul ponovno priključil današnji Gangnam. Dve zaporedni širitvi sta več kot podvojili velikost Seula s približno 268 km2 na 613 km2.
Po priključitvi so razvoj Gangnama spodbudili ključni infrastrukturni projekti: gradnja mostu Hannam (1966–1969) in hitre ceste Gjongbu (1968–1970). Ker je prebivalstvo Seula še naprej naraščalo, je Parkov režim svoje razvojne načrte osredotočil na Gangnam. Glavna ovira za razvoj Gangnama so bile poplave, saj je območje nizko ležeče in nagnjeno k poplavam. Nato je župan Seula Kim Hjun-ok odredil gradnjo hitre ceste, ki je hkrati služila tudi kot nasip, in ki je postala današnja hitra cesta Gangbjon. Gradnja se je začela marca 1967 in končana septembra istega leta. Podobni projekti so prej poplavna območja preoblikovali v uporabna zemljišča za razvoj. Takšna območja vključujejo sedanji Ičon-dong, stanovanjski kompleks Banpo, Apgudžong-dong in Džamsil-dong.
Do leta 1972 je Severna Koreja Seul razglašala za svojo pravno prestolnico, kar je bilo določeno v 103. členu severnokorejske ustave iz leta 1948.
Seul je bil gostitelj Azijskih iger leta 1986 in Poletnih olimpijskih iger leta 1988 ter eno od prizorišč svetovnega prvenstva v nogometu leta 2002.
Prebivalstvo Južne Koreje je bilo leta 2019 ocenjeno na 51,71 milijona, po popisu prebivalstva in stanovanj leta 2018 pa je 49,8 % prebivalstva živelo v metropolitanskem območju Seula. To se je za 0,7 % povečalo s 49,1 % leta 2010, kar kaže na izrazit trend koncentracije prebivalstva v prestolnici. Seul je postal gospodarsko, politično in kulturno središče države, kjer ima sedež več podjetij s seznama Fortune Global 500, vključno s Samsungom, SK Holdingsom, Hyundaijem, POSCO in LG Group.

## Geografija
Seul leži na severozahodu Južne koreje ob reki Han in je okrog 50 km oddaljen od demilitarizirane cone (DMZ) na meji s Severno Korejo. Ozemlje meri 605,25 km2, s polmerom približno 15 km, ki ga reka Han približno deli na severno in južno polovico. Reka se ne uporablja več aktivno za plovbo, ker je njen estuarij na meji med obema Korejama, vstop civilistom pa je prepovedan. V osrednjem Seulu so štiri glavne gore: Bugaksan, Invangsan, Naksan in Namsan. Seulsko trdnjavsko obzidje, ki je zgodovinsko omejevalo mesto, poteka čez te gore. Mesto meji na osem gora, pa tudi na bolj ravna območja ravnice reke Han in zahodnih območij.
Z 9.659.322 prebivalci (2023) v ožjem in 26.037.000 v metropolitanskem območju spada med najbolj naseljena mesta na svetu. V Seulu in njegovi okolici živi kar 48,2 % vseh prebivalcev Južne Koreje. Mesto je politični, kulturni, socialni in ekonomski center države in šteje v skupino 20 največjih svetovnih metropol.

### Podnebje
Seul ima vlažno celinsko (Köppen: Dwa) ali vlažno subtropsko podnebje (Cwa, z izotermo -3 °C), na katero vplivajo monsuni; skozi vse leto so temperature in padavine velike. Predmestja Seula so zaradi učinka mestnega toplotnega otoka na splošno hladnejša od središča Seula. Poletja so vroča in vlažna, vzhodnoazijski monsun pa traja od junija do septembra. Avgust, najbolj vroč mesec, ima povprečne najvišje in najnižje temperature 30,0 in 22,9 °C, možne pa so tudi višje temperature. Vrednosti toplotnega indeksa lahko na vrhuncu poletja presežejo 40 °C. Zime so običajno hladne do ledišča s povprečnimi januarskimi najvišjimi in najnižjimi temperaturami 2,1 in -5,5 °C in so na splošno veliko bolj suhe kot poletja, s povprečno 24,9 dnevi snega letno. Včasih temperature močno padejo pod -10 °C, v nekaterih primerih pa celo do -15 °C sredi zime, v januarju in februarju. Zabeležene so bile temperature pod -20 °C.
Onesnaženost zraka je v Seulu velik problem. Glede na podatkovno bazo Svetovne zdravstvene organizacije o onesnaženosti zunanjega zraka v mestih iz leta 2016 je bila povprečna letna koncentracija PM2,5 v letu 2014 24 mikrogramov na kubični meter, kar je 2,4-krat več od priporočene letne povprečne koncentracije PM2,5 v smernicah SZO za kakovost zraka. Seulska metropolitanska vlada spremlja in javno deli podatke o kakovosti zraka v realnem času.

## Upravna delitev
Seul je razdeljen na 25 gu (구; 區) (okrožja). Okrožja se zelo razlikujejo po površini (od 10 do 47 km2) in prebivalstvu (od manj kot 140.000 do 630.000). Songpa ima največ prebivalcev, Sočo pa največjo površino. Vlada vsakega guja opravlja številne funkcije, ki jih v drugih jurisdikcijah opravljajo mestne oblasti. Vsak gu je razdeljen na donge (동; 洞) ali soseske. Nekateri guji imajo le nekaj dongov, drugi, kot je okrožje Džongno, pa imajo zelo veliko število različnih sosesk. Seul ima skupno 467 upravnih dongov (korejsko 행정동; handžo 行政洞).

## Gospodarstvo
Seul je poslovno in finančno središče Južne Koreje. Čeprav predstavlja le 0,6 odstotka površine države, je bilo leta 2003 v Seulu shranjenih 48,3 odstotka bančnih depozitov Južne Koreje, mesto pa je leta 2012 ustvarilo 23 odstotkov celotnega BDP države. Leta 2008 je Seul na svetovnem indeksu trgovinskih središč (Worldwide Centers of Commerce Index) uvrstil na 9. mesto. Indeks globalnih finančnih središč (Global Financial Centres Index) je leta 2015 Seul uvrstil na 6. mesto med finančno najbolj konkurenčnimi mesti na svetu. Revija Economist Intelligence Unit je Seul uvrstila na 15. mesto na seznamu 'Skupna konkurenčnost mest za leto 2025' glede prihodnje konkurenčnosti mest.
- Poslovno območje okrožja Gangnam
- Banka Koreje ima sedež v Sogong-dongu v okrožju Džung, ki sestavlja finančno okrožje središča Seula
- Lotte World in stolp Lotte World
- Mesto Samsung v območju postaje Gangnam v Seulu
- Dongdaemun Design Plaza
- Seulski športni kompleks

### Proizvodnja
Tradicionalne, delovno intenzivne predelovalne panoge so nenehno nadomeščale informacijska tehnologija, elektronika in montažne industrije; vendar so proizvodnja hrane in pijače ter tiskarstvo in založništvo ostali med osrednjimi panogami. V mestu imajo sedež večji proizvajalci, vključno s Samsungom, LG-jem, Hyundaijem, Kio in SK. Med pomembnimi podjetji za hrano in pijačo so Džinro, čigar soju je najbolj prodajana alkoholna pijača na svetu in prehiteva vodko Smirnoff; najbolje prodajana proizvajalca piva Hite (združen z DžJinrom) in pivovarna Oriental. V mestu so tudi živilski velikani, kot so Seoul Dairy Cooperative, Nongshim Group, Ottogi, CJ, Orion, Maeil Holdings, Namyang Dairy Products in Lotte.

### Poslovanje in finance
Glede na poročilo Global Financial Centerss Index, objavljeno leta 2024, se je Seul uvrstil na 10. mesto. Mesto se je uvrstilo na 13. mesto po poslovnem okolju in razvoju finančnega sektorja, na sedmo mesto po človeškem kapitalu, na 10. mesto po infrastrukturi in na 12. mesto po ugledu.
Seul ima tri osrednja poslovna okrožja: Center Seula (CBD), Gangnam (GBD) in Jouido (YBD). Center Seula, ki ima 600 let zgodovine kot neprimerljivo poslovno okrožje v celotni Koreji, je zdaj zgoščeno območje okoli Gvanghvamuna in Čongječona s sedeži večjih podjetij, tujih finančnih institucij, največjih tiskovnih agencij in odvetniških pisarn. Drugi dve poslovni okrožji sta bili razviti v sedemdesetih letih prejšnjega stoletja in imata drugačne značilnosti; medtem ko je Gangnam znan po tehnološki, luksuzni in zasebni izobraževalni industriji, je Jouido znan po borzi vrednostnih papirjev in upravljanju premoženja.
Leta 2023 je mesto napovedalo načrte za naložbo 44,7 milijona dolarjev v šestih letih za vzpostavitev namenskega območja za privabljanje tujih naložb.

### Tehnologija
Seul je bil opisan kot »najbolj ožičeno mesto na svetu«, v poročilu PwC Cities of Opportunity pa se je uvrstil na prvo mesto po tehnološki pripravljenosti. Seul ima zelo tehnološko napredno infrastrukturo.
Seul je med vodilnimi na svetu na področju internetne povezljivosti, saj je glavno mesto Južne Koreje, ki ima najvišjo penetracijo optičnih širokopasovnih povezav na svetu in najvišje povprečne svetovne hitrosti interneta 26,1 Mbit/s. Seul od leta 2015 zagotavlja brezplačen dostop do brezžičnega interneta na zunanjih prostorih prek projekta v vrednosti 47,7 milijarde vonov (44 milijonov USD) z dostopom do interneta v 10.430 parkih, ulicah in drugih javnih mestih. Hitrosti interneta v nekaterih stanovanjskih stavbah s pomočjo Nokie dosežejo do 52,5 Gbit/s, in čeprav povprečni standard sestavljajo storitve s hitrostjo 100 Mbit/s, ponudniki po vsej državi hitro uvajajo povezave s hitrostjo 1 Gbit/s za ceno, ki je enaka 20 USD na mesec. Poleg tega mesto oskrbujeta hitra železnica KTX in seulska podzemna železnica, ki v vagonih podzemne železnice zagotavlja 4G LTE, Wi-Fi in DMB. 5G bo v Seulu komercialno uveden marca 2019.

## Kultura

### Arhitektura
Tradicionalno srce Seula je staro mesto dinastije Čoson, danes središče mesta, kjer je večina palač, vladnih uradov, sedežev podjetij, hotelov in tradicionalnih tržnic. Čongječjon, potok, ki teče od zahoda proti vzhodu skozi dolino, preden se izliva v reko Han, je bil dolga leta prekrit z betonom, a je bil nedavno obnovljen v okviru projekta urbane prenove leta 2005. Ulica Džongno, kar pomeni 'Ulica zvonov', je bila glavna ulica in ena najzgodnejših trgovskih ulic mesta, na kateri je Bosingak, paviljon z velikim zvonom.
Seul ima veliko zgodovinskih in kulturnih znamenitosti. Na najdišču prazgodovinskega naselja Amsa-dong v okrožju Gangdong so izkopali neolitske ostanke, ki jih je leta 1925 po naključju odkrila poplava.
Urbano in civilno načrtovanje je bil ključni koncept, ko je bil Seul prvič zasnovan kot prestolnica konec 14. stoletja. Dinastija Čoson je v Seulu zgradila pet velikih palač – Palača Čangdokgung, Čangjongung, Doksugung, Gjongbokgung in Gjonghuigung – vse so v okrožjih Džongno in Džung. Med njimi je bila Čangdokgung leta 1997 dodana na seznam svetovne dediščine UNESCO kot »izjemen primer arhitekture palač in vrtov Daljnega vzhoda«. Glavna palača, Gjongbokgung, je bila deležna obsežnega projekta obnove. Seul je obdan z obzidjem, ki je bilo zgrajeno za uravnavanje obiskovalcev iz drugih regij in zaščito mesta v primeru invazije. P'ungnapt'osŏng je ravno zemeljski nasip, zgrajen na robu reke Han, za katero velja splošno prepričanje, da je tam stal Virjesong. Mongč'ont'osŏng je še eno zemeljsko obzidje, zgrajeno v obdobju Pekče, ki je zdaj znotraj olimpijskega parka. Seulsko trdnjavsko obzidje je bilo zgrajeno v zgodnjem obdobju dinastije Čoson za zaščito mesta. Po mnogih stoletjih uničenja in obnove je ostalo približno 2⁄3 obzidja, pa tudi šest od prvotnih osmih vrat. Med ta vrata spadajo južna vrata Namdemun in vzhodna vrata Dongdemun. Namdemun so bila najstarejša lesena vrata do požiga leta 2008, po popolni obnovi pa so bila leta 2013 ponovno odprta.

### Muzeji
V Seulu je 115 muzejev, vključno s štirimi nacionalnimi in devetimi uradnimi občinskimi muzeji. Narodni muzej Koreje ima zbirko 220.000 artefaktov. Narodni ljudski muzej Koreje stoji na posestvu Gjongbokgung in se osredotoča na vsakdanje življenje zgodovine Korejcev. Vasi Bukčon Hanok in Namsangol Hanok sta stari stanovanjski četrti, ki ju sestavljajo hanoki (tradicionalne korejske hiše).
Vojni spomenik Koreje zajema zgodovino vojn, v katere je bila vpletena Koreja, zlasti korejsko vojno. Zapor Sodemun je nekdanji zapor, zgrajen med japonsko okupacijo, in se uporablja kot zgodovinski muzej. Seulski umetniški muzej, Leeum, Samsungov umetniški muzej in Ilminov umetniški muzej so umetniški muzeji v mestu.

## Mednarodni odnosi
Seul je pobraten z več svetovnimi mesti:
- Teheran, Iran (1963)[47][48]
- Taipei, Tajvan (1968)[45][49]
- Ankara, Turčija (1971)
- Honolulu, Združene države Amerike (1973)
- San Francisco, Združene države Amerike (1976)
- São Paulo, Brazilija (1977)[45][50][51]
- Bogota, Kolumbija (1982)
- Džakarta, Indonezija (1984)
- Tokio, Japonska (1988)
- Moskva, Rusija (1991)
- Novi Južni Wales, Avstralija (1991)
- Pariz, Francija (1991)
- Ciudad de Mexico, Mehika (1992)
- Peking, Kitajska (1993)
- Ulan Bator, Mongolija (1995)
- Hanoi, Vietnam (1996)
- Varšava, Poljska (1996)
- Kairo, Egipt (1997)
- Rim, Italija (2000)
- Astana, Kazahstan (2004)
- Washington, D.C., Združene države Amerike (2006)
- Atene, Grčija (2006)
- Bangkok, Tajska (2006)[45][52]
- Taškent, Uzbekistan (2010)
- New York, ZDA (2023)
- Wellington, Nova Zelandija (2023)